# Groupe de NGC 1448
Le groupe de NGC 1448 comprend au moins cinq galaxies situées dans les constellations de l'Horloge. La distance moyenne entre ce groupe et la Voie lactée est d'environ 15,1 Mpc (∼49,3 millions d'al).
Toutefois, selon Richard Powell du site « Un Atlas de l'Univers », les galaxies IC 1970, NGC 1411 et NGC 1448 font partie du groupe de NGC 1433 qui compte 10 galaxies. La distance moyenne des galaxies groupe de NGC 1433 de Powell est de 15,5 Mpc et celle du groupe de NGC 1448 de 15,1 Mpc.
D'autre part, un autre groupe mentionné par Garcia, le groupe de NGC 1493 renferme aussi trois des galaxies du groupe de NGC 1433 de Powell. La distance moyenne des galaxies du groupe de NGC 1493 de 14,8 Mpc. De plus, les galaxies NGC 1433, NGC 1495, NGC 1527 et PGC 14225 du groupe de NGC 1433 (Powell) ne figurent ni dans le groupe de NGC 1448 ni dans celui de NGC 1493. Si on réunissait toutes les galaxies mentionnées par Powell et Garcia en un seul groupe, celui-ci renfermerait 15 galaxies dont la distance moyenne serait de 14,1 ± 1,7 Mpc.
| #             | Gr NGC 1433          | Gr NGC 1448 | Gr NGC 1493 | Distance (Mpc) |
| ------------- | -------------------- | ----------- | ----------- | -------------- |
| 1             | NGC 1411             | NGC 1411    |             | 13,4           |
| 2             | NGC 1433             |             |             | 15,0           |
| 3             | NGC 1448             | NGC 1448    |             | 16,3           |
| 4             | NGC 1493             |             | NGC 1493    | 14,8           |
| 5             | NGC 1494             |             | NGC 1494    | 16,1           |
| 6             | NGC 1495             |             |             | 12,6           |
| 7             | NGC 1527             |             |             | 10,8           |
| 8             | IC 1970              | IC 1970     |             | 12,0           |
| 9             | IC 2000              |             | IC 2000     | 11,9           |
| 10            | ESO 249-36 PGC 14225 |             |             | 15,1           |
| 11            |                      | PGC 13390   |             | 14,7           |
| 12            |                      | PGC 13409   |             | 14,0           |
| 13            |                      |             | NGC 1483    | 16,2           |
| 14            |                      |             | PGC 13979   | 14,4           |
| 15            |                      |             | PGC 14125   | 14,0           |
| Moyenen (Mpc) | 15,5                 | 15,1        | 14,8        | 14,1           |

## Membres
Le tableau ci-dessous liste les cinq galaxies du groupe indiquées dans l'article de A.M. Garcia paru en 1993.     
| Nom       | Class.   | Type         | α (J2000.0)   | δ (J2000.0)  | Vitesse radiale (km/s) | m            | Distance (Mpc) | Diamètre (kal) |
| --------- | -------- | ------------ | ------------- | ------------ | ---------------------- | ------------ | -------------- | -------------- |
| IC 1970   | SAb?     | Spirale      | 03h 36m 31.5s | -43° 57′ 25″ | 1243 ± 4               | 12,0         | 17,2 ± 1,2     | 115            |
| NGC 1411  | SA(r)0-? | Lenticulaire | 03h 38m 44.9s | -44° 06′ 02″ | 983 ± 11               | 11,3         | 13,4 ± 1,0     | 49             |
| NGC 1448  | SAcd?    | Spirale      | 03h 44m 41.9s | -44° 38′ 41″ | 1168 ± 2               | 10,7         | 16,3 ± 1,1     | 143            |
| PGC 13390 | S0       | Lenticulaire | 03h 37m 56.9s | -44° 05′ 57″ | 1074 ± 25              | 15,58 ± 0,06 | 14,7 ± 1,1     | ?              |
| PGC 13409 | S0       | Lenticulaire | 03h 38m 17.4s | -43° 58′ 12″ | 1024 ± 45              | 14,78 ± 0,10 | 14,0 ± 1,2     | ?              |

Le site DeepskyLog permet de trouver aisément les constellations des galaxies mentionnées dans ce tableau ou si elles ne s'y trouvent pas, l'outil du site constellation permet de le faire à l'aide des coordonnées de la galaxie. Sauf indication contraire, les données proviennent du site NASA/IPAC. 